# Kyarihal, Gangawati
Kyarihal là một làng thuộc tehsil Gangawati, huyện Koppal, bang Karnataka, Ấn Độ.